# 16-я отдельная гвардейская бригада радиационной, химической и биологической защиты
16-я отдельная гвардейская Хинганская бригада радиационной, химической и биологической защиты (сокр. 16 обррхбз, в/ч 07059) — тактическое соединение Сухопутных войск Российской Федерации.
Соединение находится в составе Восточного военного округа с пунктом постоянной дислокации в городе Лесозаводск.

## История
Создана в 1989 году как 16-я бригада химической защиты в составе Дальневосточного военного округа. с пунктом постоянной дислокации в селе Галкино Хабаровского края.
В 2011 году соединение перебазировано в город Лесозаводск Приморского края.
В августе — сентябре 2012 года бригада обеспечивала безопасность саммита АТЭС во Владивостоке.
В 2015 и 2016 годах бригада заняла первое место на спартакиаде войск радиационной, химической и биологической защиты.
В период с 28 августа по 8 октября 2013 года, военнослужащие бригады участвовали в ликвидации последствий паводковой ситуации в ЕАО и Амурской области, Хабаровском крае.
24 июня 2020 На территории воинской части открыт «Монумент Победы», посвященный памяти бойцов, павших на фронтах Великой Отечественной войны.

## Награды
- Почётное наименование «гвардейская» (8 ноября 2023 года) — «за массовый героизм и отвагу, стойкость и мужество, проявленные личным составом бригады в боевых действиях по защите Отечества и государственных интересов в условиях вооружённых конфликтов»[5]
- Почётное наименование «Хинганская»

## Состав
- управление
- 1-й батальон радиационной, химической и биологической защиты
- 2-й батальон радиационной, химической и биологической защиты
- 3-й батальон радиационной, химической и биологической защиты
- Взвод материального обеспечения
- Взвод эвакуации и ремонта
- рота управления[6]